# 何世品
何世品（1942/1943年—），加拿大政治人物，2001年-05年間以卑詩自由黨黨員身份擔任卑詩省議會列治文中選區議員，期間曾在省長金寶爾內閣中任職跨政府關係省務廳長。他曾於1990年至2001年間出任卑詩省列治文市長，並曾兩度任職列治文地區議員。

## 生平
何世品於1965年從卑詩大學取得文學士學位，後於該校深造地理並於1969年取得碩士學位。他曾於素里和三角洲地方政府出任規劃師，並曾替安大略省政府進行經濟規劃工作。他從1981年至1990年間任職列治文區議會議員，1990年至2001年間則任列治文市長，期間亦曾任大溫哥華區域局主席和卑詩城鎮聯會理事。
在任列治文中選區省議員蔡民德宣布不再競逐連任後，何世品獲取該選區的卑詩自由黨候選人資格，於2001年省選代表自由黨贏取該議席晉身省議會。自由黨贏取該屆省選上台執政，何世品於同年6月獲省長金寶爾任命為跨政府關係省務廳長，2004年1月卸任。他亦在該屆省議會中出任執政黨黨團政府措施委員會、財政及政府服務特別常務委員會、亞洲經濟發展委員會及公共帳目委員會成員。
他未有於2005年省選中尋求連任，卸任省議員後則於2008年市選中再度當選列治文市議員，與其妻子何蓮娜（Evelina Halsey-Brandt）和前妻何舒意（Sue Halsey-Brandt）共同在任。他任職一屆市議員後，於2011年10月（即同年市選前一個月）宣布放棄連任。他表示因市議會缺乏問責而感到挫折，並希望多抽時間陪伴家人。
2013年，何世品獲列治文市長馬保定頒發榮譽自由市民獎，以表揚他對列市之貢獻；他是列市第五位獲取該獎項的人物。

## 外部連結
- （英文）卑詩省議會網站 何世品議員簡介 （页面存档备份，存于）